# (13956) Banks
(13956) Banks (1990 VG6) – planetoida z grupy pasa głównego asteroid okrążająca Słońce w ciągu 4,02 lat w średniej odległości 2,53 j.a. Odkryta 15 listopada 1990 roku.